# Марко Бранка
Марко Бранка (італ. Marco Branca, нар. 6 січня 1965, Гроссето) — італійський футболіст, що грав на позиції нападника. По завершенні ігрової кар'єри — спортивний функціонер.
Виступав, зокрема, за клуб «Інтернаціонале», а також олімпійську збірну Італії.
Володар Кубка Італії. Чемпіон Італії. Дворазовий володар Кубка УЄФА.

## Клубна кар'єра
Народився 6 січня 1965 року в місті Гроссето. Вихованець юнацьких команд футбольних клубів «Гроссето» та «Кальярі».

Марко Бранка у 1984 році.

У дорослому футболі дебютував 1982 року виступами за команду клубу «Кальярі», в якій провів чотири сезони, взявши участь у 52 матчах чемпіонату.
Згодом з 1986 по 1995 рік грав у складі команд клубів «Удінезе», «Сампдорія», «Сампдорія», «Фіорентина», «Парма» та «Рома». Протягом цих років виборов титул володаря Кубка Італії, ставав чемпіоном Італії, володарем Кубка УЄФА.
Своєю грою за останню команду привернув увагу представників тренерського штабу клубу «Інтернаціонале», до складу якого приєднався 1995 року. Відіграв за «нераззуррі» наступні три сезони своєї ігрової кар'єри. У складі «Інтернаціонале» був одним з головних бомбардирів команди, маючи середню результативність на рівні 0,44 голу за гру першості.
Протягом 1998—2000 років захищав кольори клубів «Мідлсбро» та «Люцерн».
Завершив професійну ігрову кар'єру у клубі «Монца», за команду якого виступав протягом 2000—2001 років.

## Виступи за збірну
У 1996 році захищав кольори олімпійської збірної Італії. У складі цієї команди провів 3 матчі, забив 4 голи. У складі збірної — учасник  футбольного турніру на Олімпійських іграх 1996 року в Атланті.

## Статистика виступів

### Статистика клубних виступів
| Сезон               | Команда             | Чемпіонат | Чемпіонат | Чемпіонат |
| Сезон               | Команда             | Ліга      | Ігор      | Голів     |
| ------------------- | ------------------- | --------- | --------- | --------- |
| 1982–83             | «Кальярі»           | A         | 0         | 0         |
| 1983–84             | «Кальярі»           | B         | 0         | 0         |
| 1984–85             | «Кальярі»           | B         | 25        | 2         |
| 1985–86             | «Кальярі»           | B         | 27        | 2         |
| 1986–87             | «Удінезе»           | A         | 18        | 2         |
| 1987–88             | «Сампдорія»         | A         | 9         | 1         |
| 1988–89             | «Удінезе»           | B         | 28        | 4         |
| 1989–90             | «Удінезе»           | A         | 27        | 9         |
| 1990–91             | «Сампдорія»         | A         | 20        | 5         |
| 1991–92             | «Фіорентина»        | A         | 23        | 5         |
| 1992–93             | «Удінезе»           | A         | 29        | 8         |
| 1993–94             | «Удінезе»           | A         | 29        | 14        |
| 1994–95             | «Парма»             | A         | 25        | 7         |
| серп.-лист. 1995    | «Рома»              | A         | 7         | 2         |
| лист. 1995–96       | «Інтернаціонале»    | A         | 24        | 17        |
| 1996–97             | «Інтернаціонале»    | A         | 21        | 5         |
| 1997-лют. 1998      | «Інтернаціонале»    | A         | 7         | 1         |
| лют. 1998           | «Мідлсбро»          | 1Д        | 11        | 9         |
| 1998–99             | «Мідлсбро»          | ПЛ        | 1         | 0         |
| 1999–00             | «Люцерн»            | A         | 10        | 2         |
| 2000–01             | «Монца»             | B         | 17        | 7         |
| 'Усього за кар'єру' | 'Усього за кар'єру' |           | '358'     | '102'     |

## Титули і досягнення

### Командні
- Володар Кубка Італії (1):

«Сампдорія»: 1987–88
- Чемпіон Італії (1):

«Сампдорія»: 1990–91
- Володар Кубка УЄФА (2):

«Парма»: 1994–95
«Інтернаціонале»:  1997–98

### Особисті
- Найкращий бомбардир Кубка Італії (1): 1994–95 (6)